# Idole instantanée
Idole instantanée est un film québécois de Yves Desgagnés sorti en 2005.

## Synopsis
Dans la ville de Montréal, un célèbre concours de chant (Idole instantanée), dont le gagnant enregistre son premier album, présente quatre finalistes. Quand le gagnant de l'an passé, Simon Sirois (Claudine Mercier) doit s'occuper de sa mère malade alors qu'il aurait préféré aller à Las Vegas pour rencontrer Céline Dion, les quatre finalistes (toutes interprétées par Claudine Mercier) d’Idole instantanée 2 : les femmes sont Catherine « Cat » Painchaud, mère au foyer de trois enfants ; Manon Lemieux, fille unique d'un couple qui sacrifie leur travail pour l'aider a réaliser son rêve ; Daphnée Bérubé, rouquine travaillant dans un centre d'exercices pour personnes âgées ainsi que Mimi Dubé, fille qui vit avec ses parents dans un petit village paisible.
Alors que les quatre femmes, encouragées par leur entourage, sont toutes déterminées à remporter Idole Instantanée 2 : Les Femmes, elles devront toutefois surmonter certains obstacles afin d'arriver à leur but..

## Fiche technique
- Réalisation : Yves Desgagnés
- Scénario : Émile Gaudreault, Martin Forget, Daniel Thibault, Benoît Pelletier
- Durée : 95 minutes
- Pays : Canada
- Genre : comédie

## Distribution
- Claudine Mercier : Mimi, Catherine, Manon, Daphnée et Simon
- Maxime Denommée : Jérôme Jacques, l'animateur d'Idole instantanée
- Louise Turcot : Madeleine Lemieux, mère de Manon
- Jean Leclerc : Victor Victor, amoureux de Daphnée
- Martine Francke : Brigitte, amoureuse de Mimi
- Denys Arcand : le propriétaire du Ville-Émard bar, ville natale de Mimi
- Pierre Curzi : Gaétan Lemieux
- Dan Bigras : Mike
- Joe Bocan : Anaïs
- Claude Legault : Jean-Pierre
- Diane Lavallée : Geneviève
- Catherine Trudeau : Sophie
- Sylvie Léonard : Marie-France
- Muriel Dutil : Madame Dubé
- Ghyslain Tremblay : Monsieur Dubé
- Béatrice Picard : Simone
- Marcel Sabourin : Séverin
- Luc Senay : François (Taxi)
- Serge Postigo : Christophe
- Pierrette Robitaille : la voyante
- Stéphane St-Martin : le guitariste
- Marguerite St-Martin : le bébé

## Remarque
Claudine Mercier, l'actrice principale interpréta les quatre personnages principaux du film.
Le film participa entre autres au 7e festival au féminin de Bordeaux.

## Prix
Ce film a été nommé pour un Prix Jutra pour les meilleures coiffures, en 2006.